# Empogona filiformistipulata
Empogona filiformistipulata är en måreväxtart som först beskrevs av De Wild., och fick sitt nu gällande namn av Cornelis Eliza Bertus Bremekamp. Empogona filiformistipulata ingår i släktet Empogona och familjen måreväxter.

## Underarter
Arten delas in i följande underarter:
- E. f. epipsila
- E. f. filiformistipulata